# Taizang-Pagode
Die Stätte der Taizang-Pagode (chinesisch 台藏塔遗址, Pinyin Táizàng tǎ yízhǐ, englisch Taizang Pagoda) liegt in der Gemeinde Sanpu des Stadtbezirks Gaochang, Xinjiang, China. Dort befand sich vom 6. bis 7. Jahrhundert ein großer buddhistischer Tempel, von dem heute nur noch die Ruine der Pagode übrig ist. Es ist eine Pagode des Typs der „kastenförmigen Pagoden“ für die Aufbewahrung buddhistischer Schriften (engl. Box-shaped Pagodas for keeping Buddhist scriptures).
Seit 2001 steht sie auf der Liste der Denkmäler der Volksrepublik China in Xinjiang (5-144).